# Sainte-Anne-de-Kent
Pour les articles homonymes, voir Sainte Anne.
Sainte-Anne-de-Kent est à la fois un village canadien et un district de services locaux (DSL) du comté de Kent, à l'est du Nouveau-Brunswick. Dans le cadre de la réforme de la gouvernance locale du 1er janvier 2023, le DSL a été annexé à la ville de Grand-Bouctouche.

## Toponymie
Les Archives provinciales du Nouveau-Brunswick ne précisent pas l'origine du nom de Sainte-Anne-de-Kent, excepté que le toponyme était simplement Sainte-Anne avant 1897.
La localité compte aussi les hameaux de Caissie-Village, Choquepiche, Côte-Sainte-Anne, Petit-Choquepiche, Saint-Édouard-de-Kent, Saint-Pierre-de-Kent et Village-Sainte-Croix.
Caissie-Village est nommé ainsi en l'honneur de Pierre, Fidèle et Raphaël Caissie, qui furent parmi les premiers colons de la région. La localité porte le nom de Caissie avant 1947. L'origine du nom de Choquepiche, ou Chockpish, n'est pas connue. Il en est de même pour le toponyme de Côte-Sainte-Anne. L'origine des toponymes de Petit-Choquepiche, de Saint-Pierre-de-Kent et de Village-Sainte-Croix est aussi inconnue. Dans le cas de Saint-Édouard-de-Kent, nous savons au moins que la localité porta le nom de Saint-Castin avant 1892, puis St-Edward-de-Kent jusqu'en 1955.

## Géographie

### Situation
Sainte-Anne-de-Kent est situé à 50 kilomètres à vol d'oiseau au nord de Moncton, dans le Kent. Le DSL a une superficie de 57,88 km2.
Le village est situé dans une plaine bordée à l'est par le détroit de Northumberland.
Sainte-Anne-de-Kent est limitrophe de Wellington du sud vers le sud-ouest, de la paroisse de Richibouctou du nord-ouest vers le nord et de Cap-de-Richibouctou au nord-est. La ville de Bouctouche est située à courte distance au sud.
Sainte-Anne-de-Kent est généralement considérée comme faisant partie de l'Acadie.

### Hydrographie
Les cours d'eau à Sainte-Anne-Kent sont généralement peu importants mais ont de larges estuaires. Le principal cours d'eau est la rivière Choquepiche, qui coule du sud-ouest vers le nord-est et se jette dans le détroit. Son principal affluent est la rivière Choquepiche Nord, sur la rive gauche (nord). La rivière Black passe également à l'extrémité sud du territoire.

### Géologie
Le sous-sol de Sainte-Anne-de-Kent est composé principalement de roches sédimentaires du groupe de Pictou datant du Pennsylvanien (entre 300 et 311 millions d'années).

### Villages et hameaux
Le centre du village est Sainte-Anne-de-Kent, situé au bord de la rivière Choquepiche, à l'ouest du territoire, au niveau des routes 11 et 134. En aval, sur la rive gauche (nord), se trouvent successivement les hameaux de Caissie-Village et de Petit-Choquepiche. Sur la rive droite se trouve Choquepiche. À l'embouchure de la rivière s'élève Côte-Sainte-Anne. Saint-Édouard-de-Kent est situé à 5,5 kilomètres à l'ouest de Sainte-Anne, au bord du détroit. Village-Sainte-Croix est situé deux kilomètres plus au sud et s'étend de la baie de Bouctouche vers l'intérieur des terres. C'est un hameau principalement agricole. À l'ouest de ce dernier s'élève Saint-Pierre-de-Kent, également un hameau agricole.

## Histoire
Sainte-Anne-de-Kent est situé dans le territoire historique des Micmacs, plus précisément dans le district de Sigenigteoag, qui comprend l'actuel côte Est du Nouveau-Brunswick, jusqu'à la baie de Fundy.
Choquepiche est fondé vers 1820 par des Acadiens.
En 1825, le territoire est touché par les Grands feux de la Miramichi, qui dévastent entre 10 000 km2 et 20 000 km2 dans le centre et le nord-est de la province et tuent en tout plus de 280 personnes,.
Le bureau de poste de Choquepiche ouvre ses portes en 1861. En 1866, le hameau compte environ 90 familles vivant d'agriculture, et 200 habitants sont recensées en 1871. Le bureau de poste de Sainte-Anne-de-Kent ouvre ses portes en 1879, la même année où est fermé celui de Choquepiche. Le bureau de poste de Saint-Édouard-de-Kent ouvre ses portes en 1880, suivi de celui de Saint-Pierre-de-Kent en 1882. En 1898, l'économie de Sainte-Anne-de-Kent est basée sur l'agriculture et l’exploitation forestière, alors que le hameau compte 1 magasin, 1 bureau de poste, 1 église et une population de 200 habitants. La même année, Saint-Édouard-de-Kent est un village agricole et de pêche comptant 2 magasins, plusieurs homarderies et une population de 150 habitants. Saint-Pierre-de-Kent comptait à ce moment 1 magasin et 250 habitants vivant de l'agriculture.
Le hameau de Côte-Sainte-Anne se développe à partir de Choquepiche. Le bureau de poste de Côte-Sainte-Anne ouvre ses portes en 1908. Les archives provinciales ne recensent aucune information sur l'histoire de Petit-Choquepiche, si ce n'est que son bureau de poste est inauguré en 1909. Il en est de même pour Village-Sainte-Croix, dont le bureau est inauguré en 1911. Celui de Caissie-Village l'est en 1928.
La Caisse populaire de Sainte-Anne-de-Kent est fondée en 1943.
Les bureaux de poste de Saint-Édouard-de-Kent, de Saint-Pierre-de-Kent et de Village-Sainte-Croix ferment leurs portes en 1955,,. Ceux de Caissie-Village, de Côte-Sainte-Anne et de Petit-Choquepiche ferment ferment en 1956,,. L'école Calixte-F.-Savoie est inaugurée en 1957.
L'hôpital Stella-Maris-de-Kent, qui avait été fondé en 1947 à Bouctouche, ferme ses portes en 1962. Il est reconstruit à Sainte-Anne-de-Kent en 1966 toujours géré par les Religieuses de Notre-Dame-du-Sacré-Cœur mais avec une capacité de 45 lits. La capacité de l'hôpital est réduite de moitié en 1992.
La caisse fusionne avec celles de Bouctouche, Sainte-Marie-de-Kent et Saint-Paul-de-Kent en 2001 pour former la Caisse populaire Kent-Beauséjour. Celle-ci fusionne avec la Caisse populaire Kent-Sud en 2008.

## Démographie
| 2011 | 2016 |
| ---- | ---- |
| 949  | 964  |

## Administration

### Comité consultatif
En tant que DSL, Sainte-Anne-de-Kent est en théorie administré directement par le Ministère des Gouvernements locaux du Nouveau-Brunswick, secondé par un comité consultatif élu composé de cinq membres dont un président. Il n'y a actuellement aucun comité consultatif.

### Commission de services régionaux
Sainte-Anne-de-Kent fait partie de la Région 6, une commission de services régionaux (CSR) devant commencer officiellement ses activités le 1er janvier 2013. Contrairement aux municipalités, les DSL sont représentés au conseil par un nombre de représentants proportionnel à leur population et leur assiette fiscale. Ces représentants sont élus par les présidents des DSL mais sont nommés par le gouvernement s'il n'y a pas assez de présidents en fonction. Les services obligatoirement offerts par les CSR sont l'aménagement régional, l'aménagement local dans le cas des DSL, la gestion des déchets solides, la planification des mesures d'urgence ainsi que la collaboration en matière de services de police, la planification et le partage des coûts des infrastructures régionales de sport, de loisirs et de culture; d'autres services pourraient s'ajouter à cette liste.

### Représentation et tendances politiques
Nouveau-Brunswick: Sainte-Anne-de-Kent fait partie de la circonscription provinciale de Kent, qui est représentée à l'Assemblée législative du Nouveau-Brunswick par Shawn Graham, ancien premier ministre du Nouveau-Brunswick. Il fut élu en 1999 puis réélu en 1999, en 2003, en 2006 et en 2010.
 Canada: Sainte-Anne-de-Kent fait partie de la circonscription fédérale de Beauséjour. Cette circonscription est représentée à la Chambre des communes du Canada par Dominic LeBlanc, du Parti libéral.

## Économie

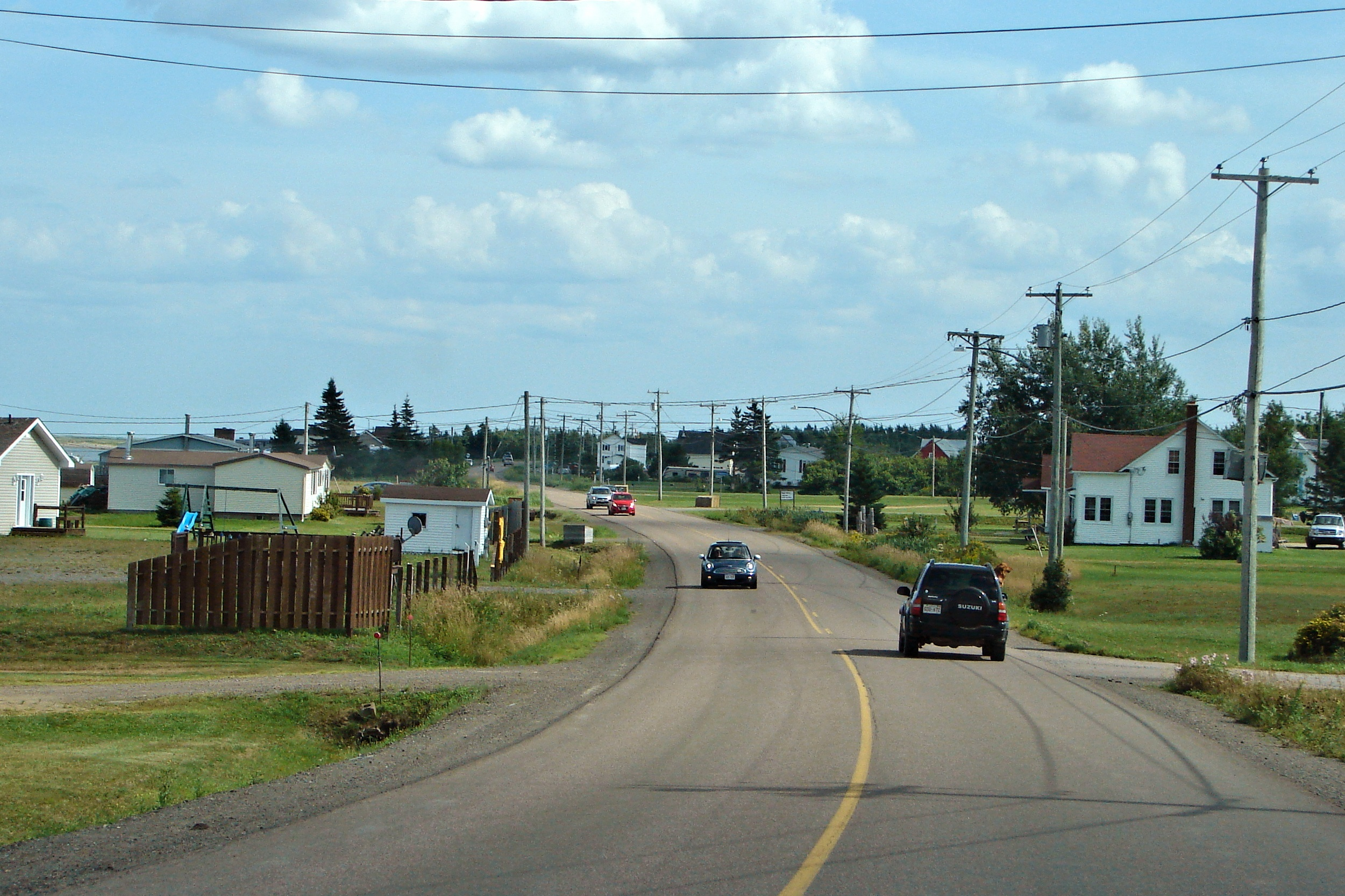
Saint-Édouard-de-Kent

Entreprise Kent, membre du Réseau Entreprise, a la responsabilité du développement économique.
La caisse populaire doit fermer ses portes le 31 mai 2012.

## Infrastructures et services
L'école Calixte-F.-Savoie accueille les élèves de la maternelle à la 8e année. C'est une école publique francophone faisant partie du district scolaire #11.
Le village dispose de l'Hôpital Stella-Maris-de-Kent, membre du Réseau de santé Vitalité, offrant des soins médicaux et un service d'urgences à la population du comté de Kent. L'hôpital compte vingt lits, dix médecins et emplois 110 infirmières et autres employés.
Il y a un bureau de poste à Sainte-Anne-de-Kent. Le détachement de la Gendarmerie royale du Canada le plus proche est situé à Bouctouche.
Les francophones bénéficient du quotidien L'Acadie nouvelle, publié à Caraquet, ainsi que de l'hebdomadaire L'Étoile, de Dieppe. Les anglophones bénéficient quant à eux des quotidiens Telegraph-Journal, publié à Saint-Jean et Times & Transcript, de Moncton.

## Culture

### Architecture et monuments
L'église catholique romaine Sainte-Anne-de-Kent était surnommée la chapelle Sixtine du Nouveau-Brunswick, en raison de sa valeur patrimoniale et de ses œuvres d'art. Elle fut détruite dans un incendie en 2005 et reconstruite en 2007. La paroisse fait partie de l'archidiocèse de Moncton.
L'école de Choquepiche a été reconstruite au Village historique acadien.

### Personnalités
- André Richard (1906-), homme d'affaires et homme politique, né à Sainte-Anne-de-Kent;
- François Richard (1873-19??), fermier, marchand, agent d'assurances et homme politique, né à Sainte-Anne-de-Kent;
- Louis Robichaud (1925-2005), premier ministre du Nouveau-Brunswick, mort à Sainte-Anne-de-Kent.

### Gastronomie
La Ferme Maury (Les Vins de l'Acadie) produit quatre vins depuis 2000. Elle est ouverte au public.

### Sainte-Anne-de-Kent dans la culture
La localité fait partie du « pays de la Mariecomo », comprenant la côte entre Richibouctou au nord et Cap-Pelé au sud, dans le roman La Mariecomo de Régis Brun.